# Manfred Kramer
Manfred Kramer (* 6. Juli 1939 in Bellheim; † 19. April 2025) war ein deutscher Politiker (CDU). Er war von 1981 bis 2003 Mitglied im Landtag von Rheinland-Pfalz.

## Leben
Im Jahr 1953 begann Kramer eine Ausbildung bei der Deutschen Bundespost und war danach dort beruflich tätig. 1981 legte er die Prüfung für den gehobenen Dienst ab, wurde Postinspektor und Diplom-Verwaltungswirt (FH).
Kramer wurde 1966 Mitglied der CDU, der JU und der CDA. 1973 wurde er Ortsvorsitzender in Bellheim, 1980 Vorsitzender des Kreisverbandes Germersheim. Letztere Position bekleidete er bis 2002. Er war Mitglied im Verbandsgemeinderat Bellheim und dort Vorsitzender der CDU-Fraktion, ferner Mitglied des Kreistags Germersheim, dort zunächst stellvertretender Vorsitzender und ab 1993 Vorsitzender der CDU-Fraktion. Am 18. November 1981 rückte Kramer in den Landtag von Rheinland-Pfalz nach. Diesem gehörte er mehr als zwei Jahrzehnte an, ab 1991 direkt gewählt im Wahlkreis Germersheim. 2003 legte Kramer sein Landtagsmandat nieder.
Im April 2025 starb Manfred Kramer im Alter von 85 Jahren.